# Casa Rosada (Gijón)

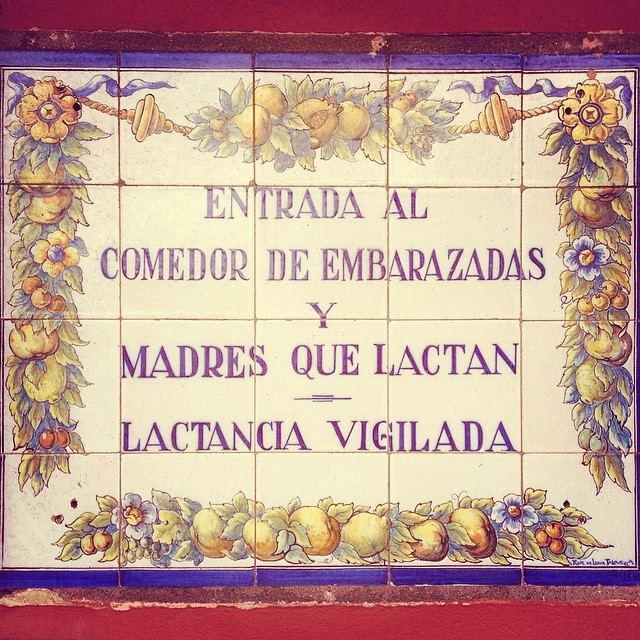
Placa en la entrada del Hogar Maternal Infantil de Gijón

El Antiguo Hogar Maternal e Infantil, más conocido como la Casa Rosada, es un edificio de la ciudad de Gijón (Asturias, España). Se construyó en 1949 para albergar un hospital infantil que paliase las carencias que tenía el Instituto de Puericultura (la Gota de Leche), construido 25 años antes. Fue iniciativa del médico puericultor Avelino González. En la actualidad el edificio del Hogar Maternal e Infantil acoge dependencias del Ayuntamiento de Gijón, específicamente las concejalías de Urbanismo y de Mantenimiento Urbano y Rural. Está situado en la Calle Palacio Valdés, 2.
El edificio fue diseñado por el arquitecto Pedro Cabello (1888-1973) y pertenece a la corriente arquitectónica del Movimiento Moderno, conjugando elementos racionalistas y expresionistas, particularmente debido a su torre circular.